# Independencia (Venezuela)
Pour les articles homonymes, voir Independencia.
Independencia est le chef-lieu de la municipalité d'Independencia dans l'État d'Yaracuy au Venezuela. Fondée le 21 novembre 1851, la ville fait aujourd'hui partie de l'agglomération de San Felipe, la capitale de l'État. Elle regroupe une partie des établissements sportifs et universitaires de l'agglomération et est désignée à ce titre, la Ville universitaire et sportive de l'État.

## Géographie

### Situation
Située à l'ouest de San Felipe, elle est ceinte au nord par le massif Aroeño et le mont El Chimborazo, au sud par l'autoroute Cimarron Andresote, à l'est par la Quebrada Guayabal qui la sépare de la capitale et enfin à l'ouest, par le Quebrada Savayo.

## Histoire
La ville est fondée le 21 novembre 1851 par les autorités de l'État de l'époque qui érigent l'ancien village de Sabana, à l'ouest de San Felipe, en paroisse civile, en la soustrayant à la tutelle de la capitale, dont le nom d'Independencia, « indépendance » en espagnol. En 1870, la ville annexe la paroisse civile de San Jerónimo de Cocorote appartenant à la municipalité voisine de Cocorote.
La population augmente du fait de sa proximité avec la capitale de l'État sous forme de bidonvilles au noms pittoresques comme Los muerticos (aujourd'hui Simón Bolívar), Cementerio, Sabaneta, Alegría, Palotal, Juventud, El Samán, Los Mochuelos, Brisas del estadio, Brisas del terminal, et plus au nord El campito, Las Madres, San Rafael, La Ceibita, entre autres. Plus tard, la ville annexe les quartiers de Fundesfel, 24 de Julio, Los Pinos, Los Sauces, Canaima, San Juan, San Miguel, Cascabel, Prados del Norte, Vista Alegre et La Villa, entre autres, et au début du XXIe siècle les quartiers de La Rosaleda, Terrazas del Norte, Savayo, Los Mangos.
La physionomie de la ville change dès les années 1970 avec l'installation d'importants établissements à l'échelle de l'agglomération, notamment industriels, comme le centre de recherche agro-industriel CIEPE, et universitaires comme la Casa de Estudios Superiores, la « Maison des études supérieures ».
Le 5 novembre 1993, la ville devient le chef-lieu de la municipalité, promotion publiée dans la Gaceta Oficial de l'État de Yaracuy. En 1997, la ville accueille la compétition sportive nationale Yaracuy 97, les Douzièmes jeux nationaux pour la jeunesse. En 1999, l'université UNEY s'installe sur le territoire municipal.